# Mỹ học Nhật Bản

Chùa Tổng Trì Tự, của Thiền tông Tào Động

Mỹ học Nhật Bản bao gồm các khái niệm cổ xưa như sá (wabi, "vẻ đẹp thoáng qua và rõ ràng"), tịch (sabi, "vẻ đẹp của lớp gỉ tự nhiên và sự già nua"), và u huyền (yūgen, "sự yêu kiều và tinh tế sâu sắc"), là nền tảng của các chuẩn tắc văn hóa và thẩm mỹ Nhật về sự trang nhã và đẹp đẽ. Vì vậy mà tuy mỹ học được cho là ngành triết học trong xã hội phương Tây, nhưng ở Nhật Bản thì bộ môn được xem như một phần thiết yếu trong đời sống hàng ngày. Hiện nay, mỹ học Nhật dung hợp các khái niệm truyền thống với các khái niệm hiện đại, du nhập từ các nền văn hóa khác.

## Thần đạo và Phật giáo
Tuy Thần đạo định lề lối của mỹ học Nhật Bản qua sự nhấn mạnh tính toàn vẹn của thiên nhiên và tính cách trong đạo đức với sự tôn vinh cảnh quan, và được cho là nguồn gốc của văn hóa Nhật, nhưng chính Phật giáo Nhật Bản ảnh hưởng các khái niệm mỹ học của Nhật Bản sâu sắc nhất. Theo Phật giáo, mọi thứ hoặc đang phát sinh từ hoặc đang tan biến về hư vô. Nhưng cái "hư vô" này không phải là không gian trống rỗng, mà là tiềm năng. Nếu biển là tiềm năng thì mỗi thứ giống như một làn sóng lên từ nó và xuống về nó vậy. Không có sóng nào là vĩnh viễn cả; ngay cả khi ở đỉnh, làn sóng vẫn không hoàn thành. Thiên nhiên được xem là một tổng thể sinh động, đáng được ngưỡng mộ và thưởng thức. Sự trân trọng thiên nhiên này là nền tảng của nhiều khái niệm mỹ học, bộ môn "nghệ thuật" và các đặc sắc văn hóa khác của Nhật Bản. Về mặt này thì nghệ thuật Nhật khá khác nghệ thuật phương Tây.

## Sá tịch

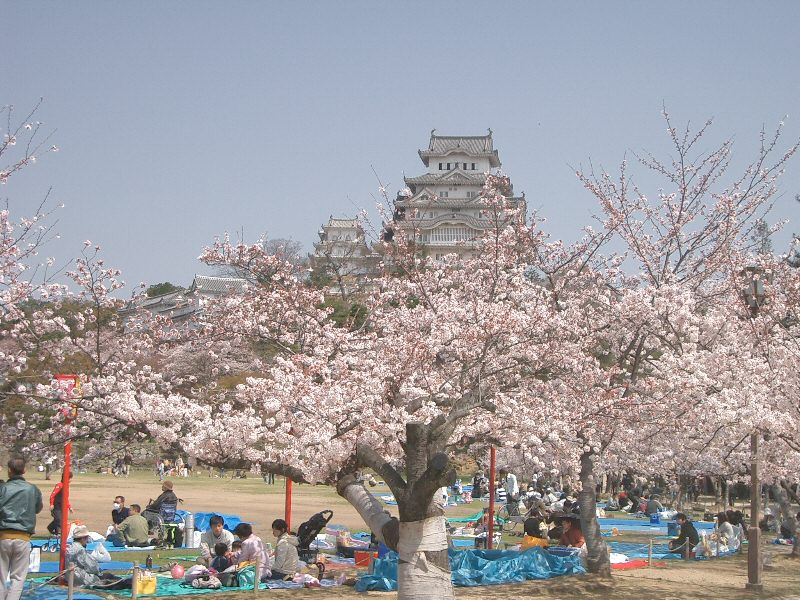
Các nhóm hanami ("chơi hoa") ở Lâu đài Himeji

Sá (侘, Wabi) và tịch (寂, Sabi) trỏ một lối sống chú tâm. Thời gian trôi qua, ý nghĩa của hai từ chồng chéo và tụ lại thành sá tịch, có nghĩa mỹ học là vẻ đẹp của các sự vật "sứt mẻ, vô thường và thiếu khuyết." Các thứ còn ấu trĩ hoặc đang suy kém khơi gợi sá tịch hơn các thứ đang nở rộ, vì chúng nó gợi ý sự chốc lát của mọi vật vậy. Trong lúc hưng suy, mọi vật đều cho thấy các dấu hiệu nở tàn được xét là đẹp, do vậy mà đẹp có thể thấy được trong các thứ trần tục và đơn giản. Các dấu hiệu của tự nhiên có thể tinh vi đến mức chỉ một tâm trí tĩnh lặng cùng một đôi mắt lão luyện mới nhận ra chúng nó. Trong triết lý Thiền có bảy nguyên tắc thẩm mỹ để đạt tới sá tịch.
- Bất quân (不均斉, Fukinsei): không đối xứng, không đều;
- Giản dị (簡素, Kanso): sự đơn giản;
- Cổ lão (考古, Koko): cơ bản, phong hóa;
- Tự nhiên (自然, Shizen): không hư hão, do trời sinh ra;
- U huyền (幽玄, Yūgen): duyên dáng sâu sắc tinh tế, không hiển nhiên;
- Thoát tục (脱俗, Datsuzoku): không bị ràng buộc, tự do;
- Tĩnh tịch (静寂, Seijaku): yên tĩnh, tĩnh lặng, trầm mặc.

Mỗi nguyên tắc vừa có trong tự nhiên vừa trỏ các đức tính làm người và các chuẩn tắc hành động. Điều này có nghĩa là các đức tính và sự lịch sự có thể được bồi dưỡng qua việc thưởng thức và thực hành nghệ thuật, cho nên các khái niệm mỹ học Nhật Bản đều có hàm ý luân lý và thấm sâu vào văn hóa Nhật.

## Nhã

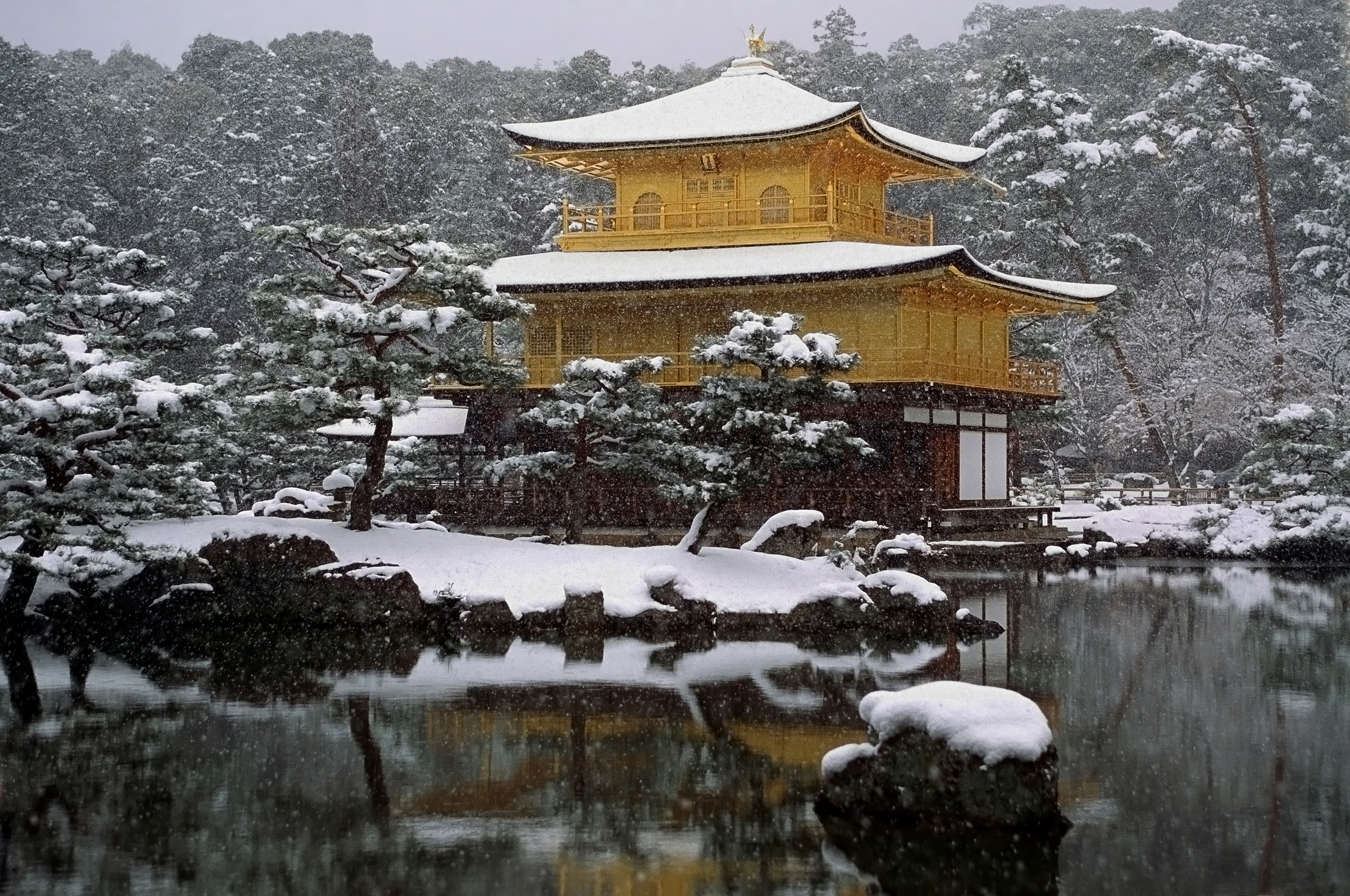
Chùa Kim Các Tự (Kinkaku-ji)

Nhã (雅, Miyabi) là một trong các khái niệm lâu đời nhất trong truyền thống mỹ cảm của Nhật Bản, dù có lẽ không phổ cập bằng túy hoặc sá tịch. Hiện nay, từ này thường dịch là "sang trọng", "tinh tế" hoặc "lịch sự" và đôi khi gọi là "người làm tan nát trái tim."
Nhã yêu cầu loại bỏ bất cứ điều gì vô lý hoặc thô tục và "mài luyện cách cư xử, lời nói và cảm xúc để loại bỏ mọi sự thô ráp và thô thiển mà đạt được sự phong nhã cao nhất." Khái niệm biểu hiện sự cảm thụ bén nhạy với cái đẹp, là đặc trưng của thời đại Bình An. Nhã thường có mối liên lạc chặt chẽ với khái niệm mono no aware, là sự nhận thức có buồn vui lẫn lộn về sự chốc lát của mọi vật, vì thế nên một thứ đang suy tàn được cho là có nhã vậy.

## Shibui

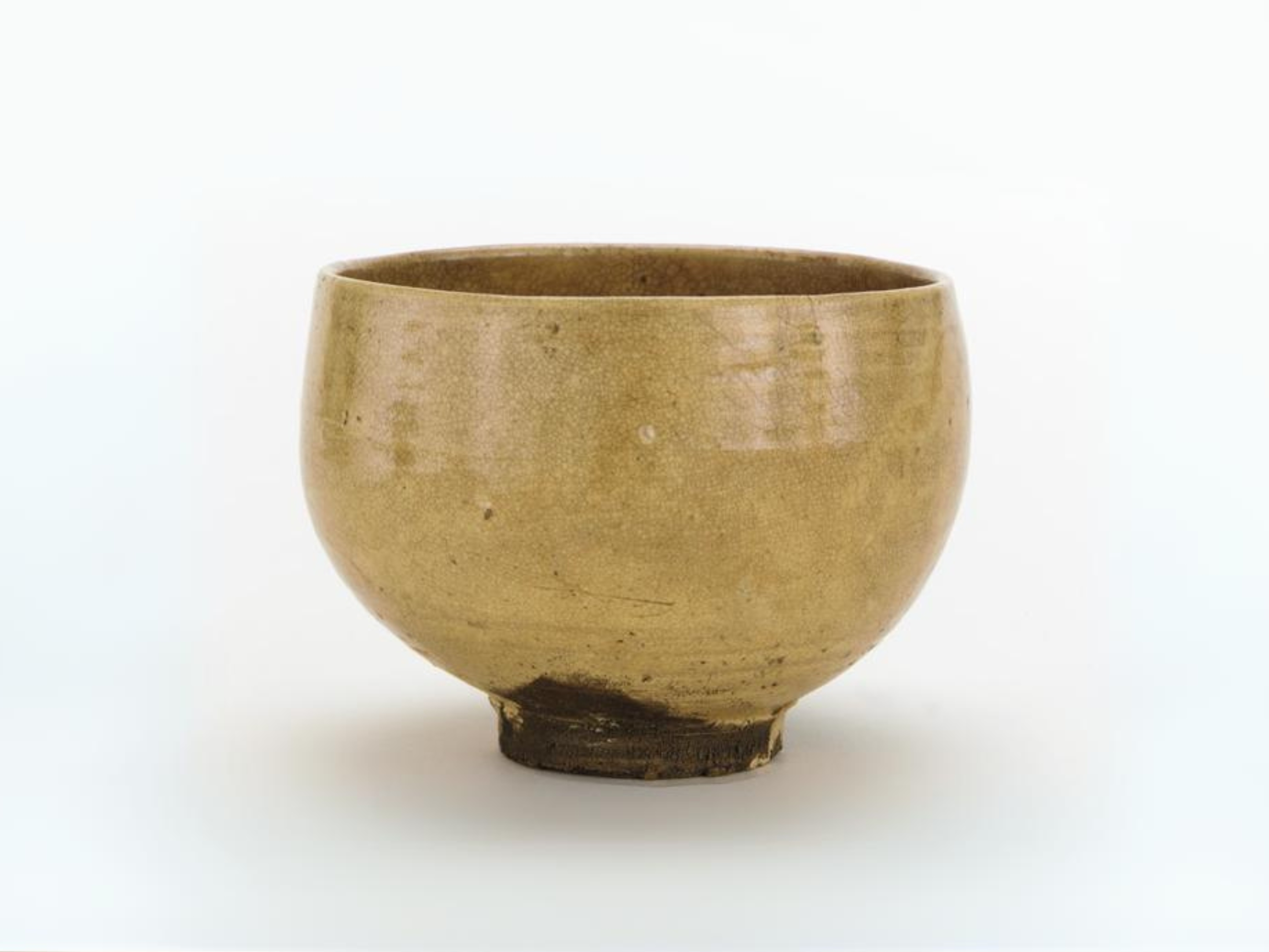
Bát trà thế kỷ 18, cho thấy shibui

Shibui (渋い), shibumi (渋み) và shibusa (渋さ) đều trỏ cái đẹp của sự đơn giản, tinh tế và khiêm tốn. Bắt nguồn từ thời Thất đinh (1336–1392), từ này vốn dĩ trỏ một vị chua chát như vị của quả hồng chưa chín; shibui vẫn có nghĩa đen đấy và từ trái nghĩa của nó là amai (甘い), tức là 'ngọt.' Giống các thuật ngữ mỹ học khác của Nhật Bản như túy và sá tịch, shibui có thể áp dụng cho nhiều thứ, không chỉ nghệ thuật hoặc thời trang. Shibusa bao gồm các phẩm chất cần thiết sau:
1. Các đồ vật shibui tuy nhìn đơn giản nhưng có các chi tiết tinh xảo như sự cân bằng giữa đơn giản và phức tạp, làm người xem không chán một món đồ shibui mà luôn tìm ra ý nghĩa mới và cái đẹp phong phú, khiến giá trị thẩm mỹ của vật tăng lên theo năm tháng.
2. Không nên lẫn shibusa với sá hoặc tịch. Mặc dù nhiều thứ sá hoặc tịch là shibui, nhưng không phải mọi thứ shibui đều là sá hoặc tịch. Sá hoặc tịch đôi khi phóng đại các khuyết điểm có chủ đích đến mức giả tạo, nhưng shibui thì không nhất thiết là không hoàn hảo hoặc không đối xứng, mặc dù có thể bao gồm những tính chất này.
3. Shibusa đứng giữa các khái niệm mỹ học tương phản như sự thanh lịch và thô ráp hoặc sự ngẫu hứng và kiềm chế.

## Túy
Túy (粋, いき, Iki) là khái niệm truyền thống ở Nhật Bản, được cho là bắt nguồn từ tầng lớp đinh nhân (町人, Chōnin) ở Edo trong thời Đức Xuyên (1603–1868). Túy là sự đơn giản, tinh tế, ngẫu hứng, và độc đáo, là sự phù du, thẳng thắn, có đắn đo, và vô tri, nhưng không quá tinh chế, khoe khoang, phức tạp. Túy có thể thấy trong một cá tính hoặc một vật nhân tạo biểu thị ý chí con người. Túy không dùng để tả các hiện tượng tự nhiên, nhưng có thể biểu hiện trong sự thưởng thức vẻ đẹp tự nhiên hoặc trong nhân tính. Trong văn hóa Nhật Bản, túy thường tả các phẩm chất đẹp mắt và là một lời khen khi áp dụng cho một người, những gì họ làm hoặc có. Túy không tồn tại trong tự nhiên. Trong khi giống sá tịch ở chỗ là coi thường sự hoàn hảo, túy bao quát các đặc điểm khác nhau liên quan đến sự trau chuốt có tài nghề. Sự biểu hiện nhục dục một cách trang nhã là túy. Túy có bộ thủ nghĩa là tinh khiết và không pha tạp, nhưng cũng bao hàm ý khao khát cuộc sống.

## Tự phá cấp
Tự phá cấp (序破急, Jo-ha-kyū) là khái niệm điều chế và chuyển động được áp dụng trong nhiều bộ môn nghệ thuật truyền thống của Nhật Bản. Từ này dịch sơ là "bắt đầu, ngắt quãng, mau lẹ" và trỏ một nhịp độ bắt đầu chậm, tăng tốc, và kết thúc nhanh chóng. Khái niệm này ảnh hưởng các yếu tố của trà đạo Nhật, kiếm đạo (剣道, Kendō), hí kịch truyền thống, nhã nhạc (雅楽, Gagaku), và hai thể thơ truyền thống là liên ca (連歌, Renga) và liên cú (連句, Renku).

## U huyền

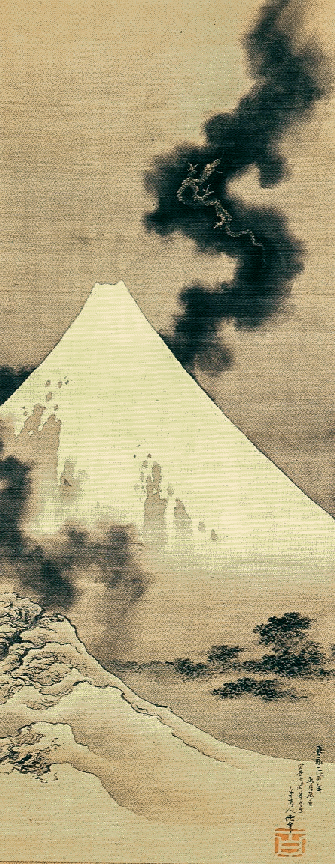
Ô long xổng núi Phú Sĩ, của họa sĩ Hokusai

U huyền (幽玄, Yūgen) là khái niệm quan trọng trong mỹ học Nhật Bản. Ý nghĩa chính xác của từ phụ thuộc vào ngữ cảnh. Trong sách vở triết học Trung Quốc, u huyền có nghĩa là "mờ", "sâu kín" hoặc "bí ẩn", còn trong làng phê bình thơ hòa ca (和歌, Waka) Nhật thì từ này tả sự sâu sắc tinh tế của các điều ẩn hiện mơ hồ trong bài thơ, và cũng là tên của một thể thơ.
U huyền trỏ sự ý tại ngôn ngoại, nhưng không phải là ám chỉ một thế giới khác, mà là cõi này. Các thứ sau đây đều hướng đến u huyền:
Ngắm mặt trời khuất ngọn đồi phủ đầy hoa.
Đi dạo chơi rừng lớn mà chẳng có ý định trở gót. Đứng trên bờ nhìn chiếc thuyền mất sau hòn đảo xa. Trầm tư bầy ngỗng hoang lúc thấy lúc không giữa mây.
Và, bóng tre trên thân tre.— Zeami Motokiyo

Zeami sáng tạo ra loại hí kịch năng (能, Noh) và viết quyển Hoa truyền thư (花伝書, Kadensho), là tác phẩm kinh điển về kịch tuồng. Ông lấy hình ảnh thiên nhiên làm phép ẩn dụ liên tục. U huyền được cho có nghĩa là "một sự ý thức sâu sắc, bí ẩn về vẻ đẹp của trời đất... và vẻ đẹp đáng buồn trong nỗi khổ cực của con người." Nó trỏ cách Zeami giải thích "sự sang trọng tinh tế" trong vở kịch tuồng năng.

## Vân đạo

Bức bên phải của tấm bình phong Rừng thông (Shōrin-zu byōbu, 松林図 屏風) của Hasegawa Tōhaku, c.1595

Vân đạo (芸道, Geidō) trỏ các bộ môn nghệ thuật truyền thống khác nhau của Nhật Bản: năng (能, Noh) tức hí kịch, hoa đạo (華道, Kadō) tức cách cắm hoa, thư đạo (書道, Shodō) tức thư pháp, trà đạo (茶道, Sadō) tức lễ nghi mời trà, và thiêu vật (焼物, Yakimono) tức đồ gốm. Các bộ môn này đều bao hàm ý nghĩa đạo đức và mỹ học và dạy sự thưởng thức quá trình sáng tạo. Để đưa kỷ luật vào việc huấn luyện, các chiến binh Nhật noi gương những nghệ thuật đã định thể thức cho việc thực hành, gọi là hình (形, Kata). Việc huấn luyện chiến đấu vừa hòa hợp vân đạo, chính sự thực hành nghệ thuật vừa dạy các khái niệm mỹ học như u huyền và triết lý nghệ thuật. Vì thế nên kỹ thuật chiến đấu được gọi là võ đạo vậy.

## Kawaii
Từ thập niên 70, kawaii (可愛い, "dễ thương", "đáng yêu", "khả ái") trở thành nét đẹp nổi bật trong văn hóa đại chúng, giải trí, thời trang, ẩm thực, đồ chơi, ngoại hình cá nhân, hành vi, và cách cư xử của Nhật Bản.
Là hiện tượng văn hóa, sự dễ thương ngày càng được chấp nhận làm một phần của văn hóa và bản sắc dân tộc Nhật Bản. Tomoyuki Sugiyama là người khởi xướng cụm từ "Cool Japan" tin rằng "dễ thương" bắt nguồn từ văn hóa yêu hài hòa của Nhật Bản. Nobuyoshi Kurita, giáo sư xã hội học ở Trường đại học Musashi tại Tokyo, đã nói rằng dễ thương là một "thuật ngữ thần kỳ", bao quát mọi thứ được chấp nhận và đáng muốn ở Nhật Bản.